# Akira Satō (sciatore)
Akira Satō (Kyōgoku, 19 luglio 1964) è un ex saltatore con gli sci giapponese.

## Biografia
In Coppa del Mondo esordì il 30 dicembre 1985 a Oberstdorf (64°) e ottenne l'unica vittoria, nonché unico podio, il 24 gennaio 1987 a Sapporo.
In carriera prese parte a un'edizione dei Giochi olimpici invernali, Calgary 1988 (11° nel trampolino normale, 33° nel trampolino lungo, 11° nella gara a squadre), e a due dei Campionati mondiali (6° nella gara a squadre a Seefeld in Tirol 1985 il miglior piazzamento).

## Palmarès

### Coppa del Mondo
- Miglior piazzamento in classifica generale: 25º nel 1987
- 1 podio (individuale):
  - 1 vittoria

#### Coppa del Mondo - vittorie
| Data            | Località | Nazione  | Trampolino     |
| --------------- | -------- | -------- | -------------- |
| 24 gennaio 1987 | Sapporo  | Giappone | Miyanomori K90 |